# Тоноян, Агасий Станиславович
Агасий Станиславович Тоноян (род. 14 августа 1998, Москва, Россия) — российский профессиональный баскетболист, играющий на позиции лёгкого форварда.

## Карьера
Баскетболом Агасий начал заниматься в Москве. Во 2 классе его заметила Наталья Георгиевна Савина, тренер по набору спортивной школы «Тринта».
В сезоне 2014/2015 Тоноян выступал за «Динамо-УОР-2» в Единой молодёжной лиге ВТБ. За основной состав московского «Динамо» провёл 3 игры на втором этапе Кубка России. В среднем за 21 минуту Тоноян набирал по 4 очка и 3 подбора.
В октябре 2015 года Тоноян перешёл в «Автодор».
28 февраля 2016 года Тоноян принял участие в «Матче молодых звёзд» в составе сборной Единой молодёжной лиги ВТБ.
В составе «Автодор-2» Агасий стал серебряным призёром Единой молодёжной лиги ВТБ и вошёл в символическая пятёрку «Финала восьми» турнира .
В ноябре 2016 года Агасий и саратовский клуб приняли решение о прекращении сотрудничества по обоюдному согласию сторон.
С 9 по 11 июня 2017 года Тоноян принял участие в летнем баскетбольном лагере Adidas Eurocamp 2017, на котором присутствовали как менеджеры из НБА, так и ведущие европейские руководители. После Eurocamp у Агасия были предложения от команд из Германии и Франции, но он планировал уехать в команду университета Бригама Янга, выступавшей в первом дивизионе NCAA. Но, не сдав второй экзамен в университет, Агасий в команду не попал.
В ноябре 2017 года Тоноян подписал контракт с «Самарой». В сезоне 2017/2018 принял участие в 46 матчах Суперлиги-1 и набирал 4,2 очка, 2,1 подбора, 1,2 передачи за 11,7 минуты.
В составе «Самары-2» отметился в 8 матчах Единой молодёжной лиги ВТБ (15,9 очка, 7,0 подбора, 4,8 передачи, 2,5 перехвата, 0,6 блок-шота, 27,0 минуты) и стал серебряным призёром турнира, вновь войдя в символическую пятёрку «Финала восьми». По окончании финального матча, на церемонии награждения индивидуальными призами, Тоноян отдал награду «Лучшего лёгкого форварда» партнёру по команде Филиппу Стойко.
В июне 2018 года подписал 5-летний контракт с ЦСКА для выступления за фарм-клуб. В 11 матчах ЦСКА-2 в Суперлиге-1 и Кубке России Агасий набирал в среднем 4,9 очка, 3,4 подбора, 1,4 передачи, 0,8 перехвата за 13,3 минуты.
В ноябре 2018 года Тоноян покинул армейский клуб и перешёл в «Восток-65».
Сезон 2021/2022 Тоноян начинал в «Динамо» (Владивосток). В 30 матчах Агасий набирал в среднем 7,5 очков, 3,5 подбора и 3,3 передач.
В марте 2022 года Тоноян перешёл в «Иркут».
В феврале 2023 года Тоноян вернулся в «Автодор».

## Сборная России
Летом 2014 года Тоноян играл на кадетском чемпионате Европы за сборную России под руководством Владимира Родионова.
Летом 2015 года принимал участие в юниорском чемпионате Европы, где сборная России заняла 9 место.
В декабре 2016 года Тоноян попал в окончательную заявку сборной России (до 18 лет) для участия в чемпионате Европы среди юношей. В 6 матчах он в среднем набирал 14,8 очка, 7,3 подбора, 3,0 передачи, 1,3 перехвата и 0,8 блок-шота.
В июле 2017 года Тоноян вошёл в итоговую заявку юношескую сборную России (до 20 лет) для участия в чемпионате Европы в дивизионе В. Заняв 4 место, игрокам сборной не удалось выполнить задачу по возвращению команды в дивизион А: в матче за 3 место сборная России уступила Великобритании (65:81).
В июле 2018 года Тоноян вновь был включён в заявку юношеской сборной России (до 20 лет) для участия в чемпионате Европы в дивизионе В.

## Достижения
- Серебряный призёр Суперлиги-1 дивизион: 2017/2018
- Серебряный призёр Единой молодёжной лиги ВТБ (2): 2015/2016, 2017/2018